# Zdob și Zdub
Zdob și Zdub – mołdawski zespół muzyczny, założony w 1994 w Kiszyniowie. Muzycy łączą w swojej twórczości muzykę rockową, hip-hopową, folkową i etniczną. Nagrywali utwory w językach: rumuńskim, rosyjskim i angielskim. Trzykrotni reprezentanci Mołdawii w Konkursie Piosenki Eurowizji (2005, 2011 i 2022).
Nazwa zespołu w języku rumuńskim oznacza odgłos wydawany podczas gry na bębnach.

## Historia zespołu
Zespół został założony w 1994 przez wokalistę Romana Iagupova, perkusistę Anatola Pugaciego i basistę Mihaia Gîncu, którzy uczęszczali do tej samej szkoły w Straszanach, małym mieście na przedmieściach Kiszyniowa. Pozostali członkowie zespołu dołączyli do składu w trakcie studiów w Instytucie Kultury i Sportu w Kiszyniowie. Był to okres ciągłych zmian personalnych w obsadzie poszczególnych ról, jakie wydzielono w grupie: swego czasu formacja miała dwóch gitarzystów i dwóch wokalistów. W efekcie jeden z gitarzystów został wokalistą, klarnecista – perkusistą, a perkusista – gitarzystą basowym. Wiosną 1994 Iagupov poznał przyszłego producenta swojej formacji, Igora Dingę, wokalistę zespołu Cuibul. W kwietniu muzycy Zdob și Zdub występowali jako support przed koncertami Cuibula w Kiszyniowie. Po kilku miesiącach nagrywali swoje demo w profesjonalnym studiu. Jeden z tych utworów, „Lost World”, przeszedł eliminacje do moskiewskiego festiwalu Ucz się pływać, podczas którego grupa po raz pierwszy pojawiła się jako Zdob și Zdub. To właśnie wtedy zespół zwrócił na siebie uwagę, nawiązał kontakty z innymi kapelami prezentującymi nurt muzyki alternatywnej oraz zdobył popularność, głównie wśród moskiewskiej młodzieży.

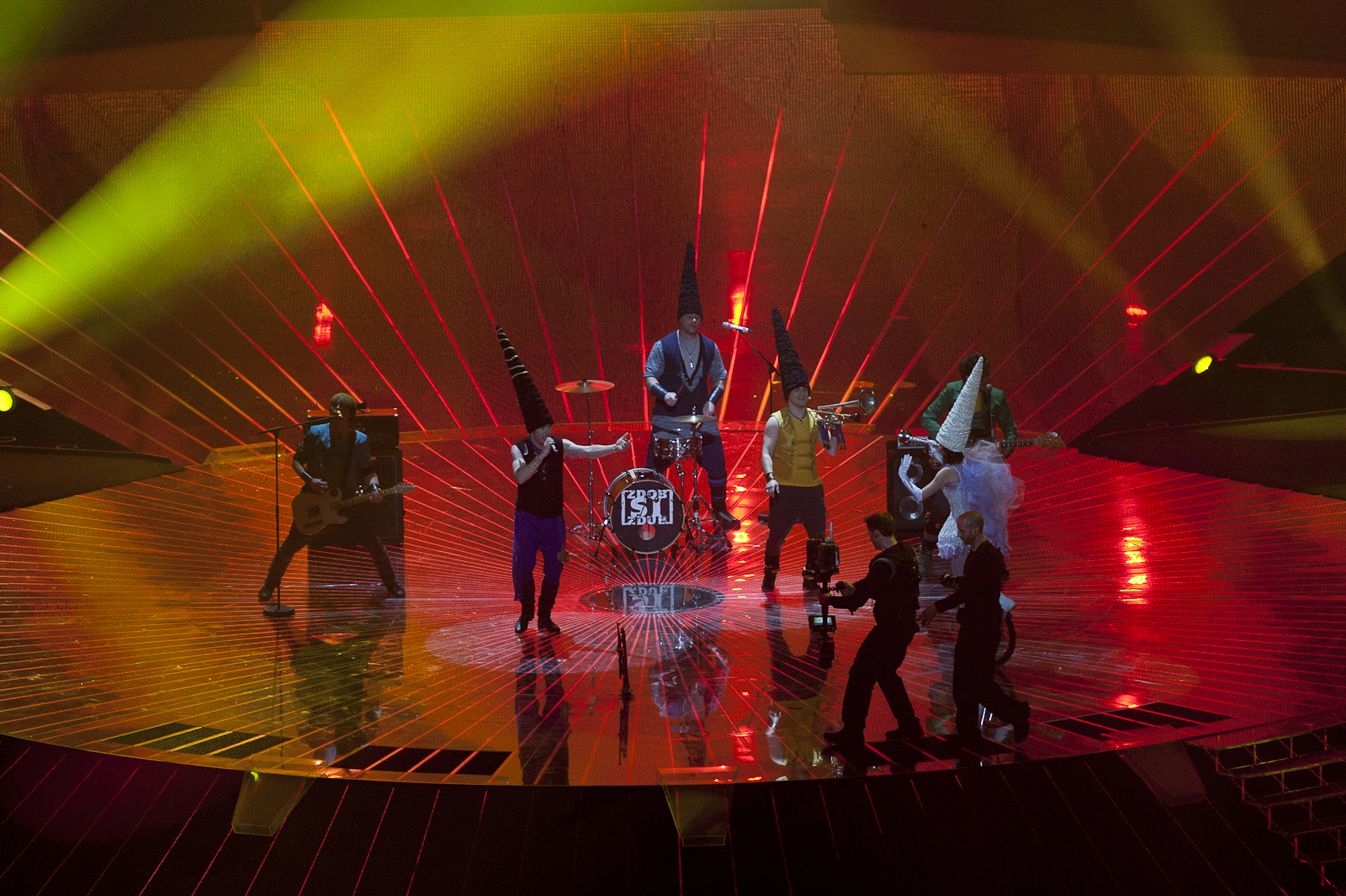
Zespół podczas występu w 56. Konkursu Piosenki Eurowizji, maj 2011

W lipcu 1996 muzycy wzięli udział w drugiej edycji festiwalu Ucz się pływać, w którego trakcie poprzedzili występ zespołu Rage Against the Machine. W trakcie koncertu Zdob și Zdub przedstawił swoje dwa najnowsze utwory: „W dome moiom” oraz „Hardcore Moldovenesc”, który stał się „hymnem alternatywy mołdawskiej młodzieży” oraz wizytówką zespołu. Pod koniec lutego 2005 z piosenką „Boonika bate doba” zostali reprezentantami Mołdawii w 50. Konkursie Piosenki Eurowizji, a 21 maja wystąpili w finale konkursu, zajęli w nim szóste miejsce z 148 punktami. Jak przyznali w wywiadzie po konkursie, „dzięki ich występowi świat usłyszał o Mołdawii”. W sierpniu wystąpili w niemieckim mieście Krefeld w ramach festiwalu muzyki folkowej Krefelder Folklorefest.
W lutym 2011 z utworem „So Lucky” wygrali krajowe eliminacje do 56. Konkursu Piosenki Eurowizji organizowanego w Düsseldorfie. 16 maja, reprezentując Mołdawię, wystąpili w finale konkursu i zajęli 12. miejsce zdobywszy 97 pkt.
29 stycznia 2022 wygrali mołdawskie selekcje wewnętrzne i po raz trzeci będą reprezentować kraj na 66. Konkursie Piosenki Eurowizji w Turynie. 10 maja wystąpili w pierwszym półfinale konkursu i zakwalifikowali się do jego finału. W finale 14 maja 2022 r. zajęli 7. miejsce uzyskując 253 pkt. 

## Skład zespołu
| - Roman Iagupov – śpiew, flet, okaryna i inne instrumenty etniczne (od 1994) - Mihai Gîncu – gitara basowa, tuba (od 1994) - Sveatoslav Starus – gitara (1997-2004, od 2010) - Anatol Pugaci – perkusja, bębny etniczne (2000-03, od 2010) - Victor Dandeș – akordeon, puzon, instrumenty etniczne (od 2001) - Valeriu Mazîlu – trąbka (od 2001) | - Anatol Pugaci – perkusja, gitara basowa (1994-99, 2004-10) - Igor Buzurniuc – gitara (2005, 2008-10) - Sergiu Vatavu – gitara (2006–08) - Dumitru Cuharenco – śpiew (1994–95) - Vitali Coceaniuc – perkusja (1998–2000) - Sergiu Cobzac – gitara (1994–96) - Sergiu Pusnina – gitara (1996–97) - Victor Cosparmac – gitara (2002–04) - Vadim Bogdan – gitara (2005–06) - Pezza Butnaru – perkusja (2004) - Alexandru Gincu – śpiew, gitara (1990–94) - Valeriu Pugaci – flet (1990–94) - Vadim Eremeev – gitara basowa (2003–04) - Eugeniu Didic – trąbka (1999-2000) - Ion Stavila – trąbka (2000) |

## Dyskografia

### Albumy studyjne
- Hardcore Moldovenesc (1996)
- Tabăra Noastră (1999)
- Zdubii bateți tare (1999)
- Remixes (2000)
- Agroromantica (2001)
- Rock Encyclopedia (2002)
- 450 De Oi (2003)
- Ethnomecanica (2006)
- Biełoje wino/Krasnoje wino (2010)
- Basta Mafia (2012)
- Bestiarium (2019)

### Single

#### Jako główni artyści
| Rok                                                      | Tytuł                                          | Najwyższe pozycje na listach | Najwyższe pozycje na listach | Najwyższe pozycje na listach | Najwyższe pozycje na listach | Najwyższe pozycje na listach | Album         |
| Rok                                                      | Tytuł                                          | NLD                          | ISL                          | LTU                          | SWE                          | UK Down.                     | Album         |
| -------------------------------------------------------- | ---------------------------------------------- | ---------------------------- | ---------------------------- | ---------------------------- | ---------------------------- | ---------------------------- | ------------- |
| 2005                                                     | „Boonika bate doba”                            | –                            | –                            | –                            | –                            | –                            | Ethnomecanica |
| 2011                                                     | „So Lucky”                                     | –                            | –                            | –                            | –                            | –                            | Basta Mafia   |
| 2011                                                     | „Running”                                      | –                            | –                            | –                            | –                            | –                            | Basta Mafia   |
| 2016                                                     | „La carciuma de la drum”                       | –                            | –                            | –                            | –                            | –                            | –             |
| 2018                                                     | „Balkana Mama” (gościnnie: Loredana, Ligalize) | –                            | –                            | –                            | –                            | –                            | –             |
| 2018                                                     | „Omul Liliac”                                  | –                            | –                            | –                            | –                            | –                            | Bestiarium    |
| 2019                                                     | „India Mă Cheamă”                              | –                            | –                            | –                            | –                            | –                            | Bestiarium    |
| 2019                                                     | „Lupul Solitar”                                | –                            | –                            | –                            | –                            | –                            | –             |
| 2019                                                     | „Colindul Leului”                              | –                            | –                            | –                            | –                            | –                            | –             |
| 2020                                                     | „Na Iwana Kupalu” (gościnnie: Masza Makarowa)  | –                            | –                            | –                            | –                            | –                            | –             |
| 2020                                                     | „Chudo Lili’jak”                               | –                            | –                            | –                            | –                            | –                            | –             |
| 2021                                                     | „Trenulețul” (oraz Frații Advahov)             | –                            | 21                           | 14                           | –                            | 48                           | –             |
| „–” oznacza, że singel nie był notowany na danej liście. |                                                |                              |                              |                              |                              |                              |               |